# Boiling Point
Boiling Point (bra: O Chef) é um filme de drama britânico de 2021 dirigido por Philip Barantini e escrito por Barantini e James Cummings, baseado em um curta-metragem de 2019 de mesmo nome. É estrelado por Stephen Graham, Vinette Robinson, Ray Panthaki e Hannah Walters. É um filme de uma única cena ambientado na cozinha de um restaurante. Foi originalmente planejado gravar oito tomadas do filme, mas só foi possível filmar metade delas antes que o lockdown da pandemia de COVID-19 levasse ao fim das filmagens.
O filme estreou no 55º Festival Internacional de Cinema de Karlovy Vary em 23 de agosto de 2021. Foi lançado no Reino Unido em 7 de janeiro de 2022. O filme foi recebido com aclamação da crítica. No 75º British Academy Film Awards (BAFTA), o filme recebeu quatro indicações: melhor filme britânico, melhor estreia de roteirista, diretor ou produtor britânicos (o escritor James Cummings e a produtora Hester Ruoff), melhor ator (Graham) e melhor escolha de elenco (Carolyn Mcleod).
Uma continuação da série de TV, com Graham, Robinson e Walters reprisando seus papéis, foi ao ar na BBC One a partir de 1º de outubro de 2023.

## Elenco
- Stephen Graham como Andy Jones
- Vinette Robinson como Carly
- Alice Feetham como Beth
- Hannah Walters como Emily
- Malachi Kirby como Tony
- Izuka Hoyle como Camille
- Taz Skylar como Billy
- Lauryn Ajufo como Andrea
- Jason Flemyng como Alastair Skye
- Ray Panthaki como Freeman
- Lourdes Faberes como Sara Southworth
- Daniel Larkai como Jake
- Robbie O'Neill como Frank
- Áine Rose Daly como Robyn
- Rosa Escoda como Mary
- Stephen McMillan como Jamie
- Thomas Coombes como Alan Lovejoy
- Gary Lamont como Dean
- Rob Parker como Kevin
- Katie Bellwood como Lizzie
- Alex Heath como Ollie
- Heather Gould como Joan
- Gala Botero como Sophia
- Philip Hill-Pearson como Mark
- Jay Johnson como Michael
- Kieran Urquhart como Tim
- Hannah Traylen como Holly
- Diljohn Singh como Krish
- Jordan Alexandra como Bryony
- Shereen Walker como Hannah

## Produção
Boiling Point foi dirigido por Philip Barantini e escrito por Barantini e James Cummings. Foi filmado em um restaurante real chamado Jones & Sons em Dalston, Londres. O personagem Andy Jones recebeu o nome de um amigo de Barantini, dono do restaurante. O filme foi encerrado em março de 2020.

## Recepção

### Bilheteria
No Reino Unido, o filme arrecadou $ 107.525 em 53 cinemas em seu fim de semana de estreia. O filme arrecadou $ 1.142.493 em todo o mundo.

### Resposta crítica
O filme recebeu aclamação da crítica. No site agregador de resenhas Rotten Tomatoes, 99% das 67 avaliações dos críticos são positivas, com uma classificação média de 7,9/10. O consenso do site diz: "Envolvente do início ao fim, Boiling Point usa sua abordagem formal ousada para dar suporte a uma emocionante corda bamba de um conto." O Metacritic, que usa uma média ponderada, atribuiu ao filme uma pontuação de 73 em 100, com base em 13 críticos, indicando avaliações "geralmente favoráveis". No British Independent Film Awards de 2021, Boiling Point foi indicado a 11 prêmios e ganhou quatro — incluindo melhor atriz coadjuvante para Vinette Robinson, melhor elenco, melhor cinematografia e melhor som. Glenn Kenny, do The New York Times, observou em relação à natureza de uma única cena do filme que, "quando [a câmera] segue um trabalhador de restaurante tirando o lixo, o espectador sabe que não está sendo removido da ação central apenas para observar o trabalho — há um ponto da trama a ser marcado."

### Prêmios e indicações
No 75º British Academy Film Awards (BAFTA), o filme recebeu quatro indicações: melhor filme britânico, melhor estreia de roteirista, diretor ou produtor britânicos (o escritor James Cummings e a produtora Hester Ruoff), melhor ator (Graham) e melhor escolha de elenco (Carolyn Mcleod).

## Continuação
Uma continuação da série de TV para a BBC foi confirmada em outubro de 2022, com Graham, Robinson e Walters reprisando seus papéis. Barantini dirigiu os dois primeiros episódios, com James Cummings retornando como escritor. A série começou a ser exibida na BBC One em outubro de 2023.